# Momento central
En estadística el momento central o centrado de orden {\displaystyle k} de una variable aleatoria {\displaystyle X} es la esperanza {\displaystyle \operatorname {E} [(X-E[X])^{k}]} donde {\displaystyle \operatorname {E} } es el operador de la esperanza.
Si una variable aleatoria no tiene media, el momento central es indefinido. También se puede definir como:
{\displaystyle \mu _{k}=\operatorname {E} \left[(X-\operatorname {E} [X])^{k}\right]=\int _{-\infty }^{+\infty }(x-\mu )^{k}f(x)\,dx.}
Normalmente la letra griega para el momento central es μ. El primer momento central es cero y el segundo se llama varianza (σ²) donde σ es la desviación estándar. El tercer y cuarto momentos centrales sirven para definir los momentos estándar denominados de asimetría y de curtosis. 
Las fórmulas de los momentos centrados y no centrados se pueden obtener a partir de la fórmula de la esperanza matemática. Si la desarrollamos, obtenemos que los momentos no centrados son:
Orden 0: {\displaystyle E[x^{0}]=1}
Orden 1: {\displaystyle E[x]={\frac {\sum _{i}x_{i}}{n}}=m=\alpha }
Orden 2: {\displaystyle E[x^{2}]={\frac {\sum _{i}x_{i}^{2}}{n}}=\alpha _{2}}
Orden 3: {\displaystyle E[x^{3}]={\frac {\sum _{i}x_{i}^{3}}{n}}=\alpha _{3}}
Orden 4: {\displaystyle E[x^{4}]={\frac {\sum _{i}x_{i}^{4}}{n}}=\alpha _{4}}
Mientras que los centrados son:
Orden 0: {\displaystyle E[(x-m)^{0}]=1}
Orden 1: {\displaystyle E[(x-m)]=\alpha -\alpha =0}
Orden 2: {\displaystyle E[(x-m)^{2}]=\alpha _{2}-\alpha ^{2}=\sigma ^{2}=\mu _{2}}
Orden 3: {\displaystyle E[(x-m)^{3}]=\alpha _{3}-3\alpha \alpha _{2}+2\alpha ^{3}=\mu _{3}}
Orden 4: {\displaystyle E[(x-m)^{4}]=\alpha _{4}-4\alpha \alpha _{3}+6\alpha ^{2}\alpha _{2}-3\alpha ^{4}=\mu _{4}}